# Trypogeus gressitti
Trypogeus gressitti (лат.) — вид жуков-усачей рода Trypogeus из подсемейства Dorcasominae. Юго-Восточная Азия: Лаос.

## Описание
Среднего размера жуки-усачи (длина 10 — 15 мм, ширина в плечах до 3,6 мм), желтовато-коричневого цвета. Верхняя часть головы полностью или частично красно-жёлтая, особенно за глазами и в области наличника, чёрно-коричневая между глазами и на макушке, бока и низ преимущественно чёрные и тёмно-коричневые с более светлой гулой; глаза и жвалы чёрные; красно-жёлтый щиток; надкрылья коричневые и почти полностью покрыты контрастной красно-жёлтой фасцией в основании со сложным рисунком, боковой край частично чёрно-коричневый, остальная поверхность красно-жёлтая. Диск переднеспинки с четырьмя бугорками. Вид был впервые описан в 2014 году российским энтомологом Александром Ивановичем Мирошниковым (Сочинский национальный парк, Сочи, Краснодарский край, Россия) по материалам из Вьетнама.
Видовое название T. gressitti дано в честь американского колеоптеролога Judson Linsley Gressitt (1914—1982), крупного специалиста по жукам-усачам.